# 新発田連隊区
新発田連隊区（しばたれんたいく）は、大日本帝国陸軍の連隊区の一つ。前身は新発田大隊区である。新潟県の一部地域の徴兵・召集等兵事事務を取り扱った。実務は新発田連隊区司令部が執行した。1941年（昭和16年）4月、高田連隊区と統合され新潟連隊区となり消滅した。本項では新潟連隊区についても扱うものとする。

## 沿革
1888年（明治21年）5月14日、大隊区司令部条例（明治21年勅令第29号）によって新発田大隊区が設けられ、陸軍管区表（明治21年勅令第32号）により管轄区域が定められた。第2師管第3旅管に属した。この時、新潟県の残り区域は柏崎大隊区・佐渡警備隊区に属していた。
1896年（明治29年）4月1日、新発田大隊区は連隊区司令部条例（明治29年勅令第56号）によって連隊区に改組され、旅管が廃止となり第2師管に属した。
1903年（明治36年）2月14日、改正された「陸軍管区表」（明治36年勅令第13号）が公布となり、再び旅管が採用され連隊区は第2師管第15旅管に属した。
日本陸軍の内地19個師団体制に対応するため陸軍管区表が改正（明治40年9月17日軍令陸第3号）となり、1907年（明治40年）10月1日、連隊区は第13師管第15旅管に属した。また、新潟県内に村松連隊区が創設され、管轄区域の大幅な変更が実施された。
1925年（大正14年）4月6日、日本陸軍の第三次軍備整理に伴い陸軍管区表が改正（大正14年軍令陸第2号）され、同年5月1日、旅管は廃され連隊区は第2師管に属した。
1940年（昭和15年）8月1日、陸軍管区表の改正（昭和15年7月24日軍令陸第20号）により、新発田連隊区は東部軍管区仙台師管に属することとなった。
1941年（昭和16年）4月1日、「陸軍管区表」の改正（昭和15年8月21日軍令陸第23号）により、新発田連隊区と高田連隊区を統合して新潟連隊区が創設され、管轄区域は新潟県全域となった。新発田連隊区と同様に東部軍管区仙台師管に属した。1945年2月11日、新潟連隊区は東部軍管区隷下に新設された長野師管に所属が変更された。同年には作戦と軍政の分離が進められ、軍管区・師管区に司令部が設けられたのに伴い、同年3月24日、連隊区の同域に地区司令部が設けられた。地区司令部の司令官以下要員は連隊区司令部人員の兼任である。同年4月1日、長野師管は長野師管区と改称された。

## 管轄区域の変遷
1888年5月14日、陸軍管区表（明治21年勅令第32号）が制定され、新発田大隊区の管轄区域が次のとおり定められた。
- 新潟県

新潟区・南蒲原郡・北蒲原郡・中蒲原郡・西蒲原郡・東蒲原郡・岩船郡・古志郡
1896年4月1日に連隊区へ改組された際に管轄区域の変更はなかったが、「陸軍管区表」の改正（明治29年3月16日勅令第24号）により新潟区が新潟市に変更された。
1907年10月1日、村松連隊区が新設されたことに伴い、管轄区域が陸軍管区表（明治40年9月17日軍令陸第3号）により次のとおり定められた。南蒲原郡・中蒲原郡・古志郡を村松連隊区へ移管し、廃止された佐渡警備隊区の佐渡郡を編入した。
- 新潟県

新潟市・岩船郡・北蒲原郡・西蒲原郡・東蒲原郡・佐渡郡
1925年5月1日、陸軍管区表の改正（大正14年4月6日軍令陸第2号）に伴い村松連隊区が廃止され、旧村松連隊区の長岡市・南蒲原郡・中蒲原郡・古志郡を編入し、管轄区域は次のようになった。
- 新潟県

新潟市・長岡市・岩船郡・北蒲原郡・東蒲原郡・中蒲原郡・西蒲原郡・南蒲原郡・古志郡・佐渡郡
1934年（昭和9年）3月7日、「陸軍管区表」が改正（昭和9年軍令陸第5号）され、管轄区域に三条市が加えられた。
1941年4月1日、新発田連隊区と高田連隊区を統合して新潟連隊区が創設され、管轄区域は新潟県全域となった。この区域は新潟連隊区の廃止まで変更はなかった。

## 司令官
新発田大隊区
- 清水軌郷 歩兵少佐：1888年5月14日 -

新発田連隊区
- 石川輔依 歩兵少佐：不詳 - 1898年2月28日
- 上野庸 歩兵少佐：1898年2月28日 -
- 川越重国 歩兵少佐：1903年2月25日 - 1903年12月1日
- 山本悌三郎 歩兵少佐：1903年12月1日 -
- 山崎菅雄 歩兵中佐：1906年1月20日 - 1908年3月17日
- 香取彦猪 歩兵少佐：1908年3月18日 - 1910年10月16日
- 根津重寿 歩兵少佐：1910年10月16日 - 1911年8月1日
- 小林延太郎 歩兵少佐：1911年8月1日 - 1913年8月22日
- 富田鶴之助 歩兵中佐：1913年8月22日 - 1916年4月1日
- 久山又三郎 歩兵中佐：1916年4月1日 -
- 中村好 歩兵大佐：不詳 - 1921年6月28日[6]
- 小山満雄 歩兵大佐：1921年6月28日[6] - 1922年8月15日[7]
- 江藤源九郎 歩兵大佐：1922年8月15日[7] -
- 今泉吉貞 歩兵大佐：1934年8月1日 - 1936年3月7日[8]

新潟連隊区
- 猪鹿倉徹郎 予備役陸軍少将：1940年4月1日[9] -
- 太田藤太郎 陸軍少将：1942年12月1日 - 1944年7月14日[10]
- 石谷甚三郎 予備役陸軍少将：1944年7月14日 - 1945年3月31日[11]

新潟連隊区兼新潟地区司令官
- 平田重三 予備役陸軍少将：1945年3月31日[12] - 1945年6月27日
- 山内保次 予備役陸軍少将：1945年6月27日[13] -